# ボニー・S・グレイザー
ボニー・S・グレイザー（Bonnie S. Glaser）は、米国ジャーマン・マーシャル財団のインド太平洋プログラムのマネージング・ディレクター。以前は、戦略国際問題研究所（CSIS）でアジア担当上級顧問とチャイナ・パワー・プロジェクトの創設ディレクターを務めた。シドニーのローウィー研究所の非常駐研究員、CSISパシフィック・フォーラムのシニア・アソシエート、米国政府の東アジアに関するコンサルタントでもある。中国の対米外交・軍事政策、中台関係、中国と日本、および韓国との関係、ミサイル防衛に関する中国の視点、アジアの多国間安全保障など、中国の政策について幅広く執筆している。

## 学歴
ボストン大学で政治学の学士号を、ジョンズ・ホプキンス大学高等国際問題研究大学院（SAIS）で国際経済学と中国研究を専攻し修士号を取得。

## 経歴
アメリカ国防総省と国務省を含むさまざまな米国政府機関のコンサルタントとしてキャリアをスタートさせた。1997年には国防総省の国防政策委員会中国パネルのメンバーを務めた。
2003年に国際安全保障プログラムの上級アソシエイトとしてCSISに入社。2008年からはCSISのフリーマン中国研究講座の上級アドバイザーとして、中国の外交・安全保障政策に関わる問題に取り組んでいる
また研究に加え、CSISのイベントで講演する専門家や政府関係者の主要な対話者としての役割を務めているている。2015年、南シナ海における中国の主張に関する常設仲裁裁判所の評決を受けて、駐米中国大使の崔天凱とともに登壇し中国の見解を伝えた。

### チャイナ・パワー・プロジェクト
2016年、グレイザーはCSISの新たなイニシアチブ「チャイナ・パワー・プロジェクト」を立ち上げた。グレイザーが主導するこのイニシアチブは、「中国の軍事、経済、技術、社会、外交的台頭における重要な進展」をインタラクティブで視覚的に分かりやすい形で分析することで、中国の力と能力に対する一般市民の理解の空白を埋めようとするものである。 ウェブサイトの作成について語ったガーディアン紙のインタビューで、次のように述べている。
世界的に中国への関心が爆発的に高まっているが、その理由のひとつは中国がもたらす課題とチャンスにある。公的な場では多くの誤った表現があり、話題の中心人物や大統領候補者たちでさえそれを広めている。不正確な情報が非常に多い。
グレイザーのチャイナ・パワー・プロジェクト・マイクロサイトは、データと専門家による分析を用いて、こうした疑問をより明確にし、理解を深めることに焦点を当てている。
2021年にCSISとチャイナ・パワー・プロジェクトを去った。
グレイザーは米国民主党国際研究所の理事を務めている。

## 著作

### 書籍
- US-Taiwan Relations, Brookings Institution Press, April 15, 2023 (co-authored with Ryan Hass and Richard C. Bush)[18]

### 論文
- Taiwan and the True Sources of Deterrence, Foreign Affairs, November 30, 2023 (co-authored with Jessica Chen Weiss and Thomas J. Christensen)[19]
- How to Mend the Rift Between Japan and South Korea, Foreign Affairs, May 17, 2022 (co-authored with Kristi Govella)[20]
- China's Power Grab in the South China Sea, Foreign Affairs, August 20, 2021 (co-authored with Gregory Poling)[21]
- How an Alliance System Withers, Foreign Affairs, September 9, 2019 (co-authored with Oriana Skylar Mastro)[22]